# Женщина с душою куртизанки
«Женщина с душою куртизанки» (1916) — немой художественный фильм Александра Гарина. Фильм вышел на экраны 5 февраля 1917 года. Фильм не сохранился.

## Сюжет
Два брата, один из которых учёный, страстно влюбились в одну женщину. Она выходит замуж за одного из них, а второго делает своим любовником. Из ревности учёный убивает кокотку.

## Отзывы
История увлечения профессора шансонетной звездой и их взаимных отношений тянется на протяжении пяти актов; наоборот, «завлечение» нежного юноши в сети опытной кокотки и вслед за тем кровавая развязка драмы — всё это проходит очень быстро, поспешно и занимает один последний акт драмы <…> Исполнение картины вообще посредственно <…> Постановка хороша в деталях, но несколько однообразна в общем.— «Проектор», 1917, № 13-14, стр. 10-11